# Walter Besler
Walter Besler (* 4. Jänner 1929 in Zöblen, Tirol; † 28. August 2020 in Innsbruck) war ein österreichischer Schulbuchautor, Lehrer und Geologe.

## Leben
Besler legte 1954 an der Universität Innsbruck die Lehramtsprüfung in Naturgeschichte ab. 1956 wurde er an derselben Universität zum Dr. phil. (Geologie) promoviert. Seine Dissertation beschäftigte sich mit dem Jura-Fleckenmergel im Tannheimer Tal und enthält zahlreiche Angaben zur Paläontologie, beispielsweise zur Ammonitenfauna. Von 1954 bis 1956 war Besler Vertragslehrer am Realgymnasium in Lienz, Osttirol. Im Zeitraum von 1956 bis 1975 unterrichtete er an verschiedenen Mittelschulen in Innsbruck. Von 1975 bis 1979 hatte er die Stelle des Direktors des Realgymnasiums Innsbruck inne. Von 1975 bis 1982 hatte Besler als Lehrbeauftragter für Didaktik der Biologie und Erdwissenschaft an der Universität Innsbruck eine Anstellung. Ab 1980 war er beim Landesschulrat für Tirol Landesschulinspektor.
1990 erhielt Besler das Große Ehrenzeichen für Verdienste um die Republik Österreich.
Als Student wurde Besler 1949 Mitglied der KÖHV Leopoldina Innsbruck.

## Veröffentlichungen
- Die Jura-Fleckenmergel des Tannheimer Tales (Außerfern, Tirol). In: Jahrbuch der Geologischen Bundesanstalt. Band 102, 1959, S. 407–460 (zobodat.at [PDF; 4,1 MB]).

## Werke
- Biologie und Umweltkunde für Hauptschulen. 7. Der Mensch und die Erde, Salzburger Jugend-Verlag
- Biologie und Umweltkunde für Hauptschulen. 5. Für die 3. Klasse, Salzburger Jugend-Verlag, 1978
- Biologie und Umweltkunde für Hauptschulen. 3. Für die 2. Klasse, Salzburger Jugend-Verlag, 1978
- Biologie und Umweltkunde für Hauptschulen. 1. Für die 1. Klasse, Salzburger Jugend-Verlag, 1977
- Arbeitsheft für Biologie und Umweltkunde. 2. Für die 2. Klasse der allgemeinbildenden höheren Schulen, Salzburger Jugend-Verlag, 1978
- Arbeitsheft für Biologie und Umweltkunde. 3. Für die 3. Klasse der allgemeinbildenden höheren Schulen, Salzburger Jugend-Verlag, 1980
- Biologie und Umweltkunde für Hauptschulen. 8. Arbeitsheft für die 4. Klassen
- Arbeitsheft für Naturgeschichte, Salzburger Jugend-Verlag, 1975